# Ottobrunn
Ottobrunn è un comune tedesco di 19 747 abitanti, situato nel land della Baviera. È un sobborgo di Monaco di Baviera

## Geografia fisica
Il comune si trova a sud-est di Monaco di Baviera. La distanza più breve dal confine del capoluogo bavarese è di circa 535 metri. Dal centro di Ottobrunn alla Marienplatz di Monaco vi sono circa dieci chilometri e mezzo. La distanza dai comuni confinanti, da centro a centro, è di circa 2,4 km di strada da Neubiberg fino a un massimo di 5,4 km a Taufkirchen.
Sempre su strada il centro di Ottobrunn dista circa 15 km dalla stazione centrale di Monaco e 56 Km dall'aeroporto.
I boschi più vicini - la Foresta di Höhenkirchen, la foresta di Perlach, quella di Hofolding e quella di Grünwald - sono tutt'intorno ad una distanza non superiore a 10 km. Tra le aree verdi per escursioni nelle vicinanze vi sono i laghi Starnberger e Tegernsee a circa 40 km e il lago di Schliersee a circa 45, nonché il comprensorio sciistico di Brauneck, presso Lenggries, che non dista più di 55.

## Altri progetti

Ottobrunn, la piazza del municipio: a destra, il Rathaus, in centro il Centro culturale "Wolf-Ferrari" e la fontana, a sinistra fabbricati civili